# San Nazzaro (Italië)
San Nazzaro is een gemeente in de Italiaanse provincie Benevento (regio Campanië) en telt 849 inwoners (31-12-2004). De oppervlakte bedraagt 2,0 km², de bevolkingsdichtheid is 403 inwoners per km².

## Demografie
San Nazzaro telt ongeveer 298 huishoudens. Het aantal inwoners steeg in de periode 1991-2001 met 0,9% volgens cijfers uit de tienjaarlijkse volkstellingen van ISTAT.
| Jaar | Inwoneraantal |
| ---- | ------------- |
| 1991 | 798           |
| 2001 | 805           |

## Geografie
San Nazzaro grenst aan de volgende gemeenten: Calvi, Montefusco (AV), Pietradefusi (AV), San Giorgio del Sannio, San Martino Sannita.